# Giuseppe Maria Capodieci
Padre Giuseppe Maria Capodieci (Siracusa, 4 giugno 1749 – Siracusa, 25 gennaio 1828) è stato un presbitero e archeologo italiano.

È famoso per aver scritto il libro Antichi monumenti di Siracusa del 1813, in cui sono raccolte preziose testimonianze del passato. La sua formazione si deve al fatto d'essere diventato segretario dell'archeologo Saverio Landolina. Questi, riconoscendone i meriti, scriverà di lui: 
(Serafino Privitera, Storia di Siracusa, II, p. 297)
Altra importante opera sono gli Annali di Siracusa dove ha raccolto tutti i principali eventi avvenuti in città, un testo importante per ricostruire le vicende storiche di Siracusa.